# Jay Smith (zpěvák)
Jay Christopher Smith (* 29. dubna 1981 Helsingborg, Švédsko) je švédský zpěvák a kytarista. V roce 2010 vyhrál švédskou pěveckou soutěž Idol. Působí ve skupině Von Benzo, se kterou vydal 2 alba. Během jeho účasti v soutěži idol vyšlo na povrch, že kouří marihuanu[zdroj?]. Sám Smith řekl, že mohl dostat pokutu a že mohl být vyloučen ze soutěže, ale stanice TV4 ho nechala, aby soutěžil dál.
Je známý svým chraplavým hlasem. Mezi jeho nejznámější přezpívané písně patří Black jesus, Like a prayer nebo Enter sandman.
Mezi nejznámější písně jeho skupiny Von Benzo patří Bad father bad son nebo Medicine. Jay Smith Official Homepage Archivováno 7. 7. 2018 na Wayback Machine.